# Ubundu
Ubundu è un centro abitato della Repubblica Democratica del Congo, situato nella Provincia di Tshopo.